# Francisco Vergara Bartual
Francisco Vergara Bartual (L'Alcudia, 1713-Roma 1761), conocido como Francisco Vergara «el menor» o «el Romano» para distinguirlo de su tío Francisco Vergara, fue un escultor valenciano.

## Biografía
Es hijo de Manuel Vergara y primo del también escultor Ignacio Vergara. Fue discípulo de Leonardo Julio Capuz y Evaristo Muñoz. En fuerte competencia con su primo Ignacio, se estableció en Madrid donde ingresó en círculos academicistas. Becado por la Real Academia de San Fernando de Madrid marchó a Roma en 1745, muriendo en ciudad a causa de una enfermedad el 30 de junio de 1761, a la temprana edad de cuarenta y siete años. 

## Obras
- San Antonio de Padua y San Francisco de Paula, en la Iglesia de San Ildefonso de Madrid
- San Pedro de Alcántara, en la Basílica de San Pedro de Roma
- Las Virtudes, ángeles y relieves de la vida de San Julián obispo. Catedral de Cuenca

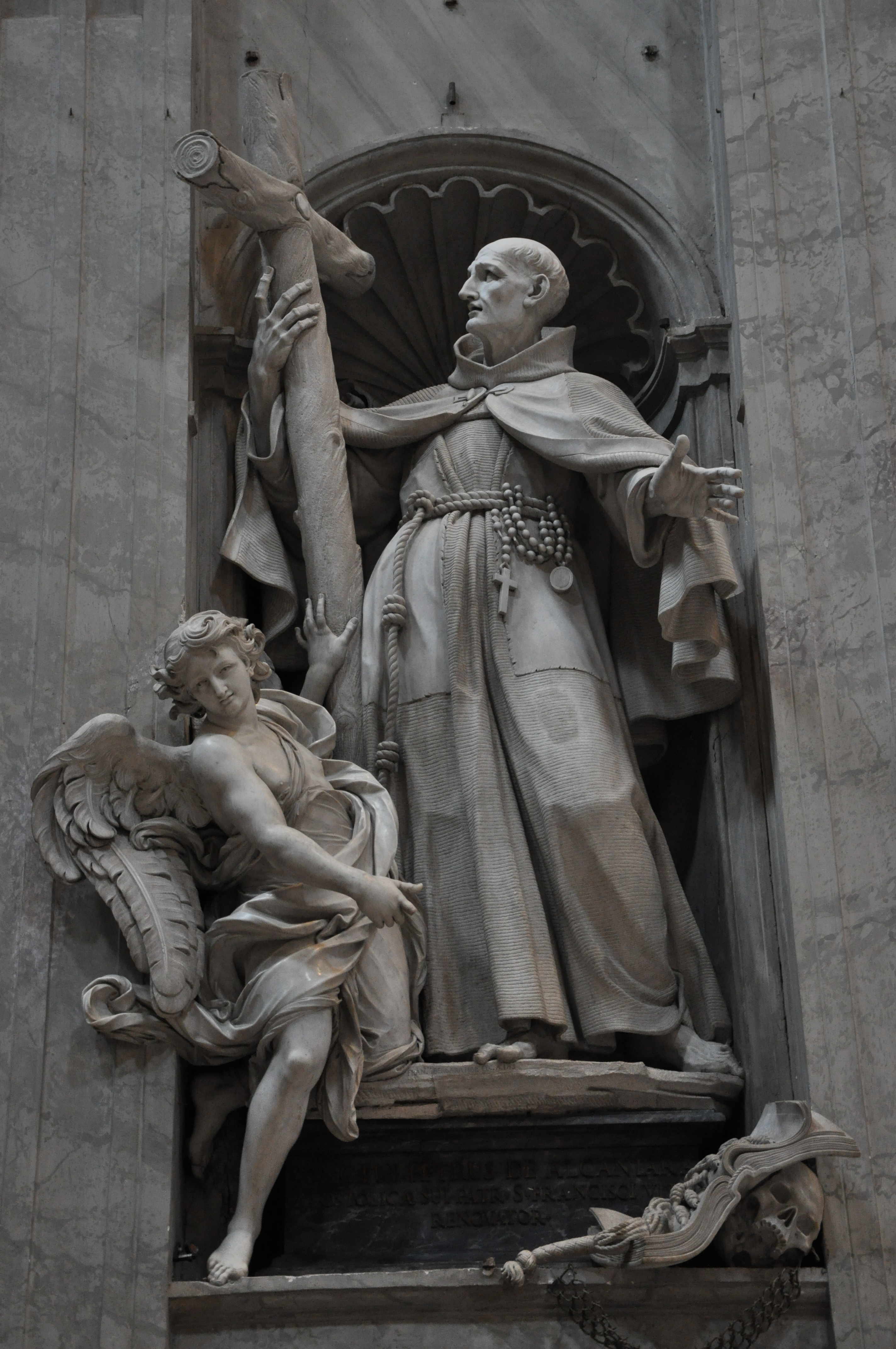
San Pedro de Alcántara, en la Basílica de San Pedro de Roma
Las Virtudes, ángeles y relieves de la vida de San Julián obispo, Catedral de Cuenca